# Wangunharja (Cikarang Utara)
Wangunharja is een bestuurslaag in het regentschap Bekasi van de provincie West-Java, Indonesië. Wangunharja telt 9961 inwoners (volkstelling 2010).